# Liste des évêques de Sarlat

## Liste des évêques deSarlat
Par la bulle Salvator Noster du pape Jean XXII, le 13 août 1317, Sarlat devient le siège d'un évêché, par détachement de celui de Périgueux. De ce fait, les abbés de Sarlat furent promus évêques.
L'évêché fut supprimé le 29 novembre 1801, et le territoire du diocèse fut de nouveau réuni à celui de Périgueux.
Sont évêques :
|    | début             | fin                  | évêque                                         | notes                                         |
| -- | ----------------- | -------------------- | ---------------------------------------------- | --------------------------------------------- |
| 1  | 1318              | 24 décembre 1324     | Raimond Ier de Roquecorn                       | premier évêque.                               |
| 2  | 1325              | 1329                 | Bertrand Ier Béranger                          |                                               |
| 3  | 1330              | 1334                 | Arnaud Royard                                  |                                               |
| 4  | 1334              | 1338                 | Guillaume de Sandreux de Pédevèges             |                                               |
| 5  | 1338              | 1340                 | Pierre Ier Bérenger Le Bourguignon             |                                               |
| 6  | 1341              | 5 avril 1346         | Itier de Sandreux                              |                                               |
| 7  | 1350              | 1358                 | Pierre II Porquery de Mayrolles                |                                               |
| 8  | 1359              | 1361                 | Hélie de Salignac                              |                                               |
| 9  | 1361              | 1368                 | Austence (ou Austère) de Sainte-Colombe        |                                               |
| 10 | 1369              | 1370                 | Bertrand II                                    |                                               |
| 11 | 1370              | 1er avril 1396       | Jean Ier de Reveilhon ou de Reveillon          |                                               |
| 12 | 1396              | 1397                 | Gaillard ou Galard ou Géraud de Palayrac       |                                               |
| 13 | 1398              | 1407                 | Raimond II de Castelnau de Bretenoux           |                                               |
| 14 | 1407              | 15 octobre 1410      | Jean II Lami                                   |                                               |
| 15 | 1410              | 6 mai 1416           | Jean III Arnaud                                |                                               |
| 16 | 1416              | 26 octobre 1446      | Bertrand III de La Cropte de Lenquais          |                                               |
| 17 | 1447              | 1461                 | Pierre III de Bonald                           |                                               |
| 18 | 1461              | 1485                 | Bertrand IV de Rouffignac                      |                                               |
| 19 | 1485              | 14 octobre 1492      | Pons de Salignac (de La Mothe-Fénelon)         |                                               |
| 20 | 1498              | 1519                 | Armand de Gontaut                              |                                               |
| 21 | 1519              | novembre 1527        | Charles de Bonneval                            |                                               |
| 22 | 1527              | 1er avril 1529       | Guy d'Aydie                                    |                                               |
| 23 | 1er avril 1529    | automne 1529 ou 1530 | Jean IV de Reillac ou de Reilhac ou de Rillac  |                                               |
| 24 | 1531              | octobre 1533         | Jacques de Larmandie                           |                                               |
| 25 | 1533              | 1546                 | Nicolas Ier Gaddi, cardinal de Saint-Théodore  |                                               |
| 26 | 1546              | 1567                 | François Ier de Saint-Nectaire                 |                                               |
| 27 | 28 août 1567      | 1579                 | François II de Salignac de La Mothe-Fénelon    |                                               |
| 28 | 1579              | 6 février 1598       | Louis Ier de Salignac de La Mothe-Fénelon      |                                               |
| 29 | vers 1602         | 22 mai 1639          | Louis II de Salignac de La Mothe-Fénelon       |                                               |
| 30 | 14 décembre 1642  | 1650                 | Jean V de Lingendes                            |                                               |
| 31 | 1650              | 1658                 | Nicolas II Sévin                               |                                               |
| 32 | 25 mai 1659       | 1er mai 1688         | François III de Salignac de La Mothe-Fénelon   |                                               |
| 33 | 15 août 1688      | 23 octobre 1701      | Pierre-François de Beauvau du Rivau            |                                               |
| 34 | 26 mars 1702      | 8 janvier 1721       | Paul de Chaulnes                               |                                               |
| 35 | 1721              |                      | Joseph-Alphonse de Valbelle                    |                                               |
| 36 | 25 septembre 1721 | 3 mai 1747           | Denis-Alexandre Le Blanc                       |                                               |
| 37 | 27 septembre 1747 | 1777                 | Henri-Jacques de Montesquiou-Fézensac-Poylebon |                                               |
| 38 | 4 janvier 1778    | 1790                 | Joseph-Anne-Luc Falcombelle de Ponte d'Albaret | dernier évêque avant la suppression du siège. |